# Николо-Александровка
Нико́ло-Алекса́ндровка — село в Октябрьском районе Амурской области, Россия. Административный центр Николо-Александровского сельсовета.

## География
Село Николо-Александровка расположено к юго-западу от районного центра Октябрьского района села Екатеринославка, на автодороге областного значения Екатеринославка — Тамбовка.
Расстояние до Екатеринославки (через Южный, Панино и Покровку) — 56 км.
На запад от села Николо-Александровка идёт дорога к селу Чуевка Тамбовского района, до районного центра Тамбовка — 32 км.

## Население
| 2002 | 2010 | 2012 | 2013 | 2014 | 2015 | 2016 |
| ---- | ---- | ---- | ---- | ---- | ---- | ---- |
| 690  | ↘565 | ↘553 | ↘544 | ↘529 | ↘528 | ↘517 |
| 2017 | 2018 |      |      |      |      |      |
| ↘511 | ↘503 |      |      |      |      |      |

По данным переписи 1926 года по Дальневосточному краю, в населённом пункте числилось 265 хозяйств и 1441 житель (749 мужчин и 692 женщины), из которых преобладающая национальность — украинцы (238 хозяйств).